# Традиционные верования саамов

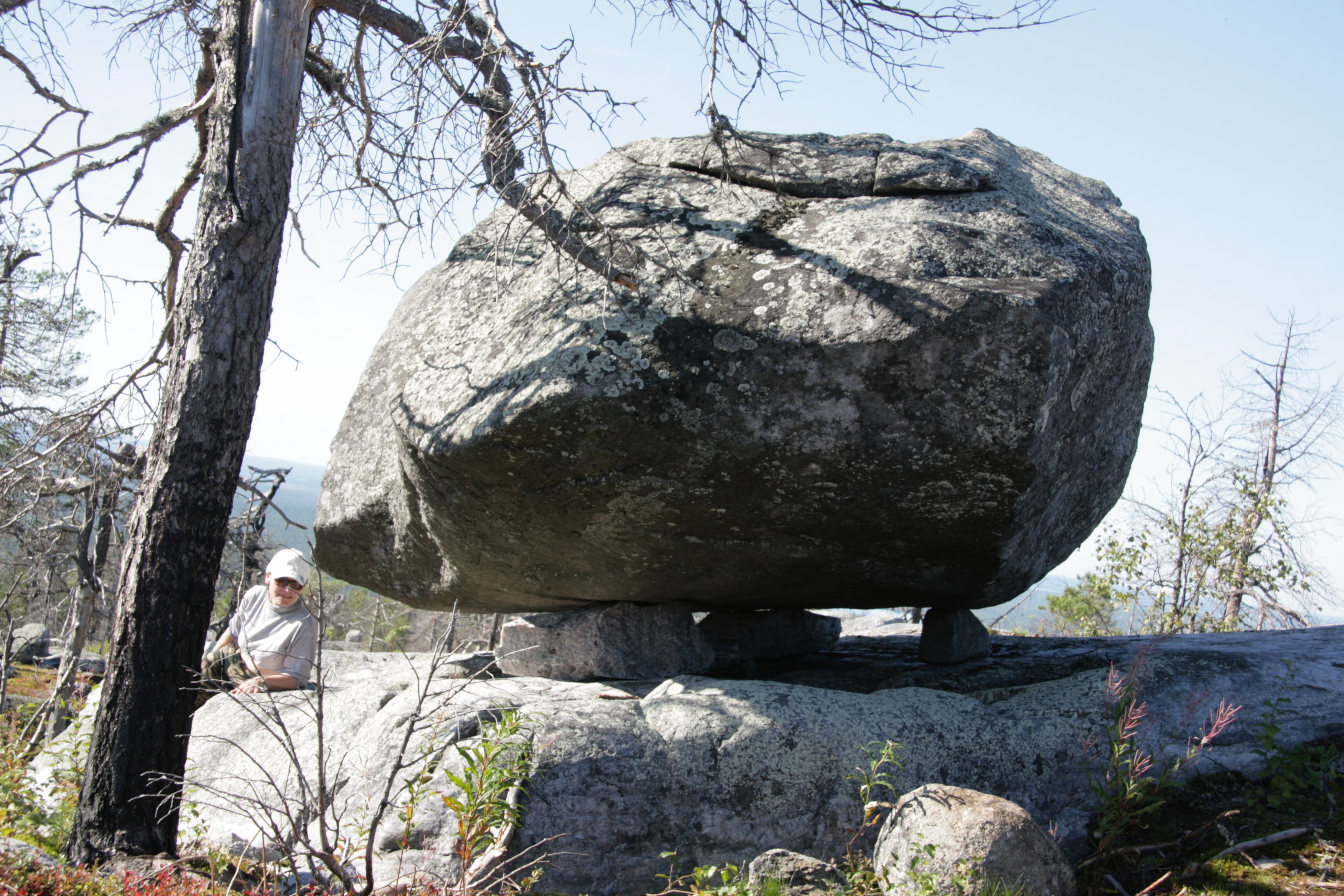
Один из сейдов на горе Воттоваара: крупный валун лежит на трёх небольших камнях, которые, в свою очередь, лежат на другом крупном валуне (определить масштаб сооружения можно по фигуре человека внизу слева)

Традиционные верования саамов — народа Северной Европы, живущего в Норвегии, России, Финляндии и Швеции, — представляли собой, прежде всего, промысловый культ: почитание различных духов, являющихся хозяевами различных традиционных промыслов, или явлений природы, а также поклонение священным камням — сейдам. 
Религии современных саамов — лютеранство (в том числе лестадианство); среди части саамского населения распространено православие.

## Традиционные верования саамов

### Черты традиционных верований
В традиционных религиозных верованиях саамов наблюдается много общего с верованиями североазиатских народов (хантов, мансов, нивхов, ульчей, нанайцев, эвенков, юкагиров, отчасти якутов), традиционный общественный и хозяйственный уклад которых в большей или меньшей степени близок к саамскому. Одно из немногих существенных отличий заключается в наличии у саамов культа предков, в том время как у народов Сибири такой культ в большинстве своём отсутствовал.
В то же время в традиционных религиозных верованиях саамов чувствуются заимствования от народов, с которыми они имели совершенно различный уклад жизни, однако жили рядом — от норвежцев, русских, финнов и шведов.

### Промысловый культ
Промысловый культ у саамов являлся преобладающим. Основными промыслами саамов были оленеводство, рыболовство и охота, и каждый из этих промыслов имел своих духов-хозяев.

#### Духи оленеводства
Оленья хозяйка (Луот-хозик) и, в меньшей степени, Олений хозяин (Луот-хозин) были покровителями оленеводства (хозик и хозин — слова русского происхождения). В представлениях саамов Луот-хозик жила в тундре, была похожа на человека, имела человеческое лицо и ходила на ногах, однако была вся, подобно северному оленю, покрыта шерстью. Саамы верили, что летом, когда олени были на вольном выпасе в тундре, Оленья хозяйка их охраняла. В жертву Оленьей хозяйке полагалось приносить кости заколотых северных оленей.
Среди саамов ходило также поверье о невидимых духах тундры Гофиттерак: считалось, что эти духи владеют большими стадами невидимых оленей, которые иногда давали о себе знать звоном колокольчиков.

#### Духи рыболовства
Морских божеств, покровителей рыболовства, было несколько. Одно из них — Аккрува — человек-рыба, у которого нижняя часть тела была рыбьей, а голова и верхняя половина туловища — человеческими.

#### Духи охоты
Покровителем охоты был чёрный и хвостатый Мец-хозин («лесной хозяин»). Считалось, что в наказание за непочтение он может завести человека в чащобу.
Из лесных животных саамы почитали и боялись бурого медведя; волка же считали животным проклятым, нечистым.

### Культ предков
Предметом почитания для саамов были также и умершие (называвшиеся сайво, или ситте). Считалось, что предки оказывают влияние на существование живых: влияют на погоду, помогают на промысле. Умерших кормили, им приносили жертвы.

### Почитание сейдов

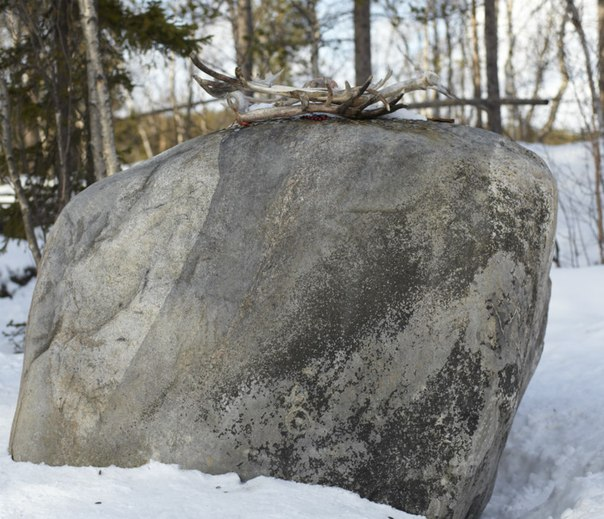
Сейд в Мурманской области, который, предположительно, использовался для совершения обрядов

Среди саамов было распространено почитание сейдов — священных камней, обычно представляющих собой большие естественные валуны. Вокруг сейдов саамы обычно сооружали ограду, приносили им жертвы. Считалось, что сейды помогают на промысле. Культ сейдов, по-видимому, был связан с культом предков.

### Шаманство

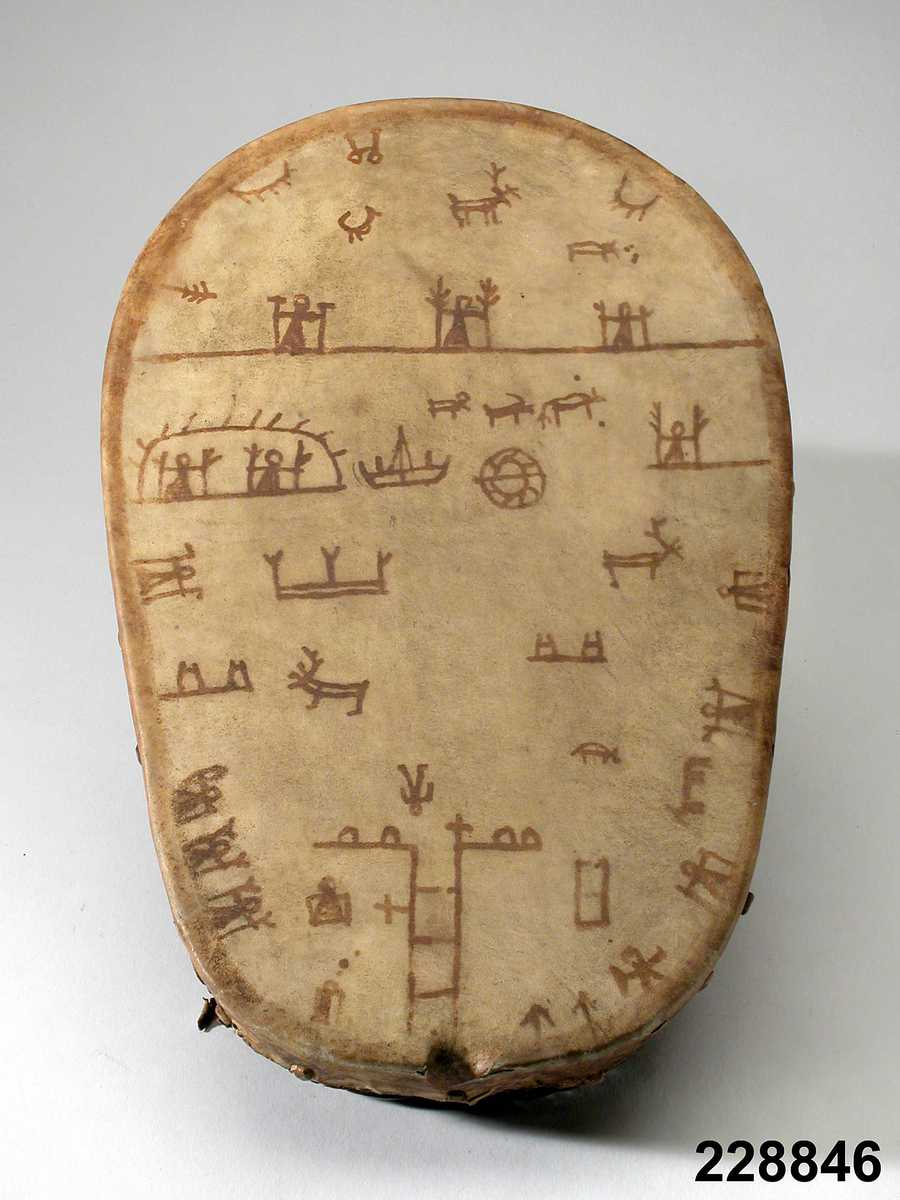
Саамский бубен

У саамов выделялись служители культа (нойда, нойд, кебун), выполнявшие назначение шамана, жреца и колдуна. При камлании они использовали бубен (каннус, кобдас) или специальный пояс (почень).

### Великие боги[2]
- Сторюнкар, или Великий Святой — бог животного мира и мира растений
- Байве — персонификация Солнца

## Религия современных саамов

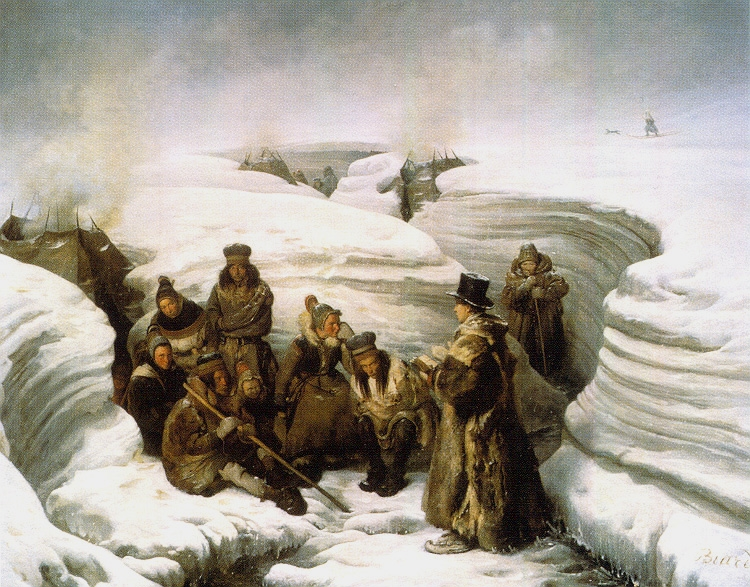
«Лестадиус читает проповедь саамам». Картина 1840 года французского художника Огюста Франсуа Биара (1799—1882)

Примерно с XV века началась христианизация саамов, однако дохристианские верования и обряды, связанные с оленеводством, рыбной ловлей, поклонением священным камням-сейдам сохранялись ещё очень долго. Ещё в начале XX века среди саамов встречались приверженцы шаманизма.
Христианская религия саамов — большей частью лютеранство, в том числе лестадианство (одно из консервативных движений за христианское возрождение, основанное в 1840-х годах Ларсом Леви Лестадиусом). Среди саамов России, а также среди саамов-сколтов (скольтов, восточных саамов) в Норвегии и Финляндии распространено православие.